# Kunstverein Freiburg

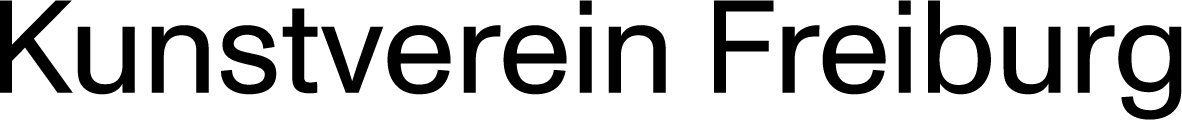
Logo des Kunstvereins Freiburg

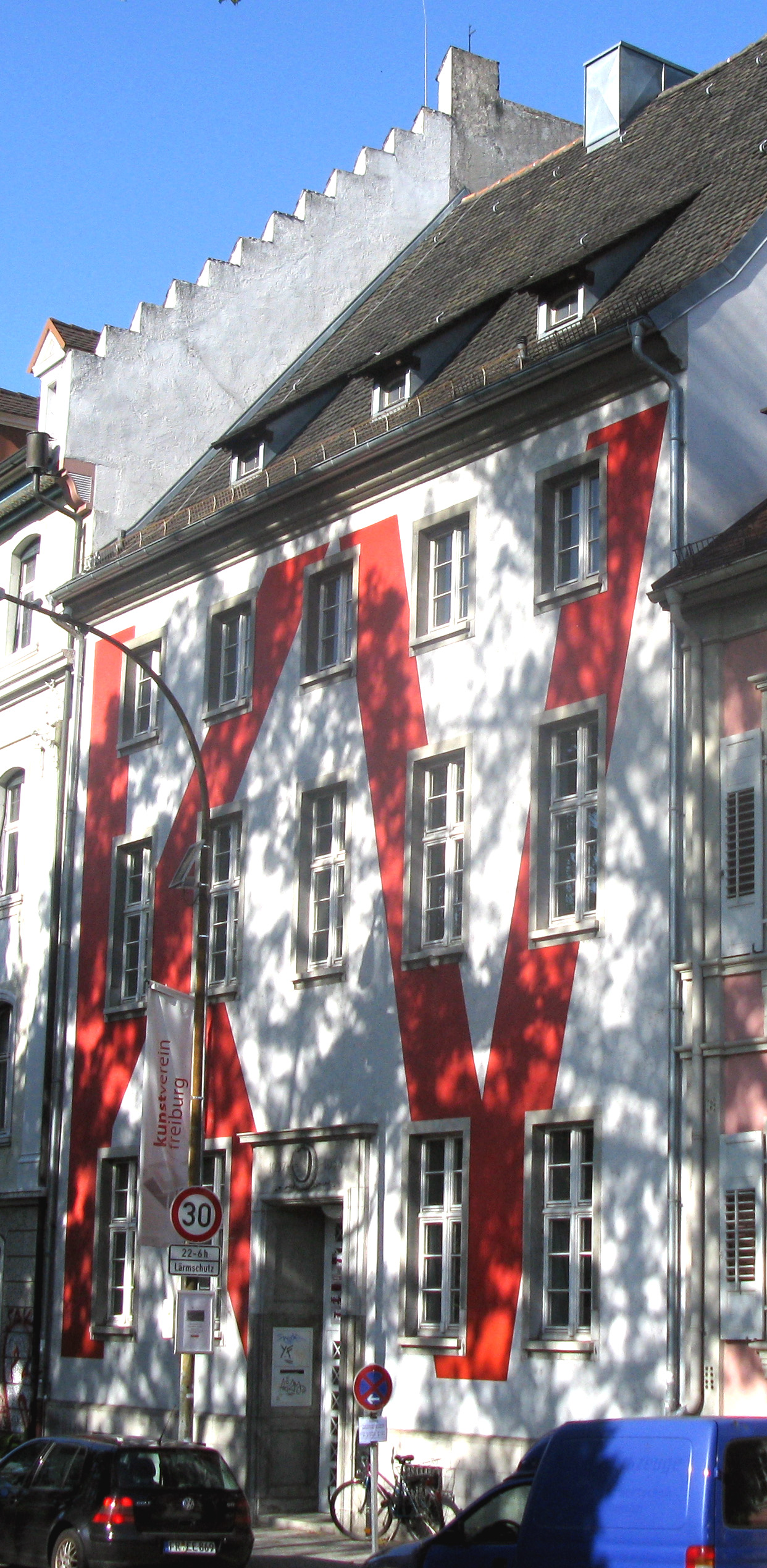
Kunstverein in der Dreisamstraße

Der Kunstverein Freiburg ist ein 1827 in Freiburg im Breisgau gegründeter Kunstverein, der sich der Förderung zeitgenössischer Kunst widmet. Der Verein hat seine Ausstellungs- und Geschäftsräume im Marienbad, einem ehemaligen Schwimmbad in der Freiburger Altstadt.

## Geschichte
Der 1827 gegründete Kunstverein Freiburg gehört zu den ältesten Kunstvereinen Deutschlands. 1837 trat er dem 1836 in Heidelberg gegründeten „Rheinischen Kunstverein“ bei, dem außerdem noch die Kunstvereine von Mainz, Darmstadt, Mannheim, Karlsruhe, Straßburg und Stuttgart angehörten. Um 1914 zählte der Verein 600 Mitglieder, bei 85.000 Einwohnern. Im ausgehenden 19. Jahrhundert und in der ersten Hälfte des 20. Jahrhunderts befasste sich der Verein vornehmlich mit der Klassischen Moderne. Vom 2. September bis 4. Oktober 1916 fand in der Kunsthalle an der Friedrichstraße die Schau "Adolf Hölzel und sein Kreis" statt. Neben Bildern von Hölzel waren Arbeiten von Oskar Schlemmer, Willi Baumeister, Johannes Itten, Ida Kerkovius und anderen zu sehen. Als Wanderausstellung gedacht, waren die Werke wegen des Krieges nur noch in Frankfurt am Main zu sehen. Heute zeigt der Verein im Jahr ungefähr fünf bis acht größere Ausstellungen zeitgenössischer Kunst, organisiert Vorträge und andere Bildungsangebote und veranstaltet Kunstreisen.
2008 hatte der Kunstverein gut 500 Mitglieder und ein Jahresbudget von knapp 180.000 Euro. Direktor des Kunstvereins war von 1990 bis 2000 Stephan Berg, dann Dorothea Strauss, die 2005 von Felicity Lunn abgelöst wurde. Von 2008 bis 2016 leitete Caroline Käding den Kunstverein. Derzeit ist Heinrich Dietz Direktor, der zuvor als Kurator an der Kestnergesellschaft und am Museum Kurhaus Kleve tätig war.

### Kunsthalle

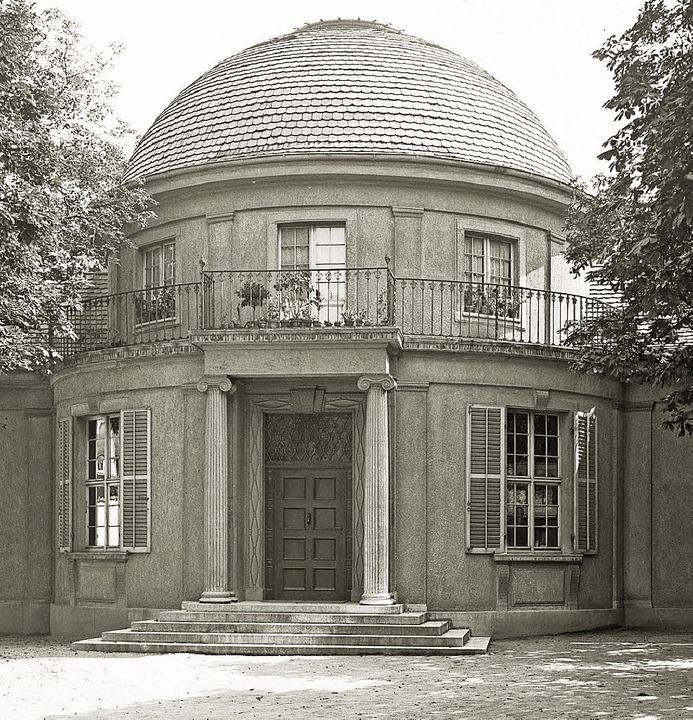
Kunsthalle, 1915 erbaut, 1944 zerstört

Lange Jahre residierte der Kunstverein in wechselnden Unterkünften, unter anderem im Großherzoglichen Palais, im alten Schulgebäude St. Ursula, in der ehemaligen Hauptwache am Münsterplatz und dann am Karlsplatz. Während des Ersten Weltkriegs wurde Freiburg ständig bombardiert und viele öffentliche Gebäude wurden in Lazarette umgewandelt, so auch 1915 der 1896 provisorisch nachträglich aus Holz gebaute Oberlichtsaal des Kunstvereins am Karlsplatz. Daher wurde unter seinem langjährigen Vorsitzenden August Gruber der Bau einer Kunsthalle vorangetrieben. Drei Stifter – der Fabrikant Adolf Mez, der Weinhändler, Gutsbesitzer und Reichstagsabgeordneter Josef Hebting und der Zahnarzt Karl Günther – hatten Vermögen in Stiftungen zugunsten eines Neubaus eingebracht, das inzwischen auf 100.000 Mark angewachsen war. Zunächst sollte neben der AOK am Fahnenbergplatz gebaut werden, doch dann lief es auf die Friedrichstraße (heute Friedrichring) als Baugrundstück hinaus. Doch es gab auch kritische Stimmen, die unter anderem die Fällung alter Bäume bemängelten. Als Sieger ging aus einem Wettbewerb der Entwurf des Freiburger Architekten Rudolf Schmid hervor. 95.000 Mark wurden als Bausumme fixiert, für nachträgliche Wünsche wie Unterkellerung kamen später noch einmal 5.000 Mark hinzu. Während des Krieges wurde gebaut und am 15. Dezember 1915 wurde der Kuppelbau etwa an der Stelle eröffnet, wo bis 2016 das Siegesdenkmal stand (heute Europaplatz). Am 27. November 1944 wurde er zerstört. Von 1948 bis 1953 nutzte das Jugendhilfswerk das provisorisch hergerichtete Erdgeschoss, ehe die Kunsthalle abgerissen wurde.

### Marienbad
1997 bezog der Verein das Marienbad in der Dreisamstraße. Hauptausstellungsraum ist die ehemalige Große Schwimmhalle mit ihrer umlaufenden Galerie, die mit einer Fläche von 400 m² bei einer Deckenhöhe von neun Metern und Belichtung durch ein großflächiges Oberlicht Raum für große Installationen bietet. Das ursprüngliche Marienbad ist ein Jugendstilgebäude nach einem Entwurf des Freiburger Architekten Joseph Ruh, und wird heute vom Freiburger Kinder- und Jugendtheater als Spielstätte genutzt. Die Große Halle wurde 1938 als Anbau auf dem Nachbargrundstück errichtet und beherbergt heute den Kunstverein.

## Ausgestellte Künstler (Auswahl)
- 1907: Künstlergruppe Die Brücke
- 1917: Adolf Hölzel und sein Kreis
- 1935: Karl Hofer
- 1941: Wilhelm Schnarrenberger
- 1949: Franz Marc
- 1950: Erich Heckel, Otto Dix, Georges Rouault
- 1951: Aristide Maillol, Gabriele Münter, Ecole de Paris, Max Bill
- 1952: Max Beckmann, Pablo Picasso
- 1953: Henri Matisse
- 1954: André Masson, Julius Bissier
- 1955: Hans Arp, Sophie Taeuber-Arp, Marc Chagall
- 1956: Fernand Léger, Robert Delaunauy
- 1959: Henri Michaux
- 1960: Karel Appel
- 1961: Wols
- 1962: Emil Schumacher, Eduardo Paolozzi
- 1966: Cy Twombly
- 1968: Lucio Fontana
- 1975: Joseph Beuys
- 1981: Anselm Kiefer, Markus Lüpertz
- 1982: Jochen Gerz, Christiane Möbus
- 1983: Claes Oldenburg, Ika Huber
- 1984: Jasper Johns, Georg Baselitz
- 1988: John M. Armleder, Christian Marclay, Oliver Mosset
- 1989: Thomas Bayrle
- 1995: Corot in Deutschland. Innerhalb der Ausstellung Michael Biberstein – Stirnwände. In Zusammenarbeit mit dem Museum für Moderne Kunst München.[7]
- 1998: Volkommen gewöhnlich Jochen Lempert, Thomas Demand
- 1999: Klaus Merkel, Markus Schinwald
- 2003: Daniele Buetti, Matti Braun, Tatjana Trouvé
- 2004: Christoph Büchel
- 2007: Susanne Kühn
- 2009: Ayse Erkmen
- 2012: Rob Pruitt
- 2014: Mark Grotjahn